# Hormonsko nadomestno zdravljenje
Hormonsko nadomestno zdravljenje (HNZ) je oblika hormonskega zdravljenja, ki se uporablja za lajšanje simptomov menopavze. Menopavzo lahko spremljajo simptomi, kot so vročinski oblivi, pospešeno staranje kože, vaginalna suhost, zmanjšanje mišične mase, zmanjšanje mineralne kostne gostote (ki lahko vodi v osteoporozo), spolna disfunkcija in atrofija vaginalnega tkiva. Te simptome povzroča zlasti znižana raven ženskih spolnih hormonov, ki nastopi med menopavzo.
Zdravila, ki se uporabljajo v hormonskem nadomestnem zdravljenju, vsebujejo zlasti kombinacijo estrogena in progestagena (oziroma njunih derivatov). Obe skupini spolnih hormonov izkazujeta koristi v zdravljenju menopavzne simptomatike, vendar se progestogen specifično dodaja v zdravljenje za nasprotovanje povečanemu tveganju za raka endometrija, ki ga povzroča zdravljenje z estrogeni. Progestagen to tveganje znižuje, estrogen (če se uporablja samostojno) pa povzroča hiperplazijo enfometrija ter poveča tveganje za vznik raka endometrija. V hormonskem nadomestnem zdravljenju se včasih uporabljajo tudi androgeni, na primer testosteron. Različna nadomestna hormonska zdravila na trgu se uporabljajo po različnih poteh uporabe.
Hormonsko nadomestno zdravljenje je varno in učinkovito, če se uporablja pri ustreznih bolnicah in če so te deležne nadzora. Dolgoročni učinki zdravljenja na različne organske sisteme so odvisni od tega, kdaj je zdravljenje uvedeno (koliko časa od nastopa menopavze). Zaradi razlik v času uvedbe zdravil ter različnih uporabljenih shem zdravljenja je nasplošno težko pavšalno ovrednotiti učinkovitost in varnost. V klinični raziskavi Women's Health Initiative (WHI), s katero so začeli leta 1991 in v katero so vključili več kot 27.000 žensk, so ugotovili, da lahko hormonsko nadomestno zdravljenje zmanjša smrtnost zaradi kateregakoli razloga ter zmanjša tveganje za koronarne žilne bolezni, osteoporozo in demenco, če se zdravljenje uvedene v prvih 10 letih od nastopa menopavze. Ob kasnejši uvedbi peroralnega zdravljenja koristi za koronarne žilne bolezni in glede splošne smrtnosti niso več zaznali, zmanjšano pa je tveganje za zlome kosti (hrbtenice in kolka) ter povečano tveganje za vensko trombozo.
V 21. stoletju so razvili tako imenovano bioidentično hormonsko nadomestno zdravljenje, pri čemer se uporabljajo sintetizirane spojine, ki so s kemičnega in molekularnega vidika istovetni hormonom, ki jih proizvaja telo. Gre predvsem za derivate steroidnih spojin, pridobljenih iz rastlin. Lahko so sestavina registriranih zdravil ali pa izdelkov, pripravljenih za posameznika. Zaradi pomanjkljive standardizacija uporabo slednjih regulatorni organi odsvetujejo. Zaenkrat ne obstaja dovolj dokazov o varnosti in učinkovitosti bioidentičnega hormonskega nadomestnega zdravljenja.